# Ora o mai più - 2019
Ora o mai più - 2019 è la compilation legata alla seconda edizione di Ora o mai più. Pubblicata nel mese di marzo, è formata da due cd: nel primo cd ci sono 3 brani (tra cui l'inedito) dei sette concorrenti ad eccezione del vincitore Paolo Vallesi, a cui è dedicato il secondo cd formato da 5 brani compreso l'inedito.

## Tracce

### CD 1
1. Jessica Morlacchi – www.mipiacitu – 2:05
2. Silvia Salemi – A casa di Luca – 2:27
3. Annalisa Minetti – Senza te o con te – 2:19
4. Michele Pecora – Era lei – 1:48
5. Barbara Cola – In amore – 2:38
6. Donatella Milani – Volevo dirti – 2:24
7. Davide De Marinis – Troppo bella – 1:46
8. Jessica Morlacchi – Non voglio mica la luna – 2:55
9. Silvia Salemi – ...e dimmi che non vuoi morire – 2:50
10. Annalisa Minetti – Pensiero stupendo – 2:43
11. Michele Pecora – L'uomo volante – 2:28
12. Barbara Cola – Gente come noi – 2:29
13. Donatella Milani – Splendido splendente – 2:18
14. Davide De Marinis – Non mollare mai – 2:24
15. Jessica Morlacchi – Senza ali e senza cielo – 3:52
16. Silvia Salemi – Era digitale – 3:14
17. Annalisa Minetti – Più in alto – 3:18
18. Michele Pecora – I poeti – 3:21
19. Barbara Cola – A quando l'amore? – 3:07
20. Donatella Milani – Non gridare – 2:54
21. Davide De Marinis – Naturale – 3:13

Durata totale: 56:33

### CD 2
1. Paolo Vallesi – La forza della vita – 2:40
2. Paolo Vallesi – Il mare d'inverno – 2:35
3. Paolo Vallesi – Non dirgli mai – 2:33
4. Paolo Vallesi – Una carezza in un pugno – 2:57
5. Paolo Vallesi – Ritrovarsi ancora – 3:13

Durata totale: 13:58